# Linnaemya obscurellina
Linnaemya obscurellina är en tvåvingeart som beskrevs av Louis-Paul Mesnil 1917. Linnaemya obscurellina ingår i släktet Linnaemya och familjen parasitflugor. Inga underarter finns listade i Catalogue of Life.